# Toro Rosso STR14
De Toro Rosso STR14 is een Formule 1-auto die gebruikt wordt door het Formule 1-team van Toro Rosso in het seizoen 2019. De auto is de opvolger van de Toro Rosso STR13.
De auto zal gereden worden door voormalige Red Bull Junior-coureur Alexander Albon, die bij Toro Rosso zijn Formule 1-debuut maakt, en Daniil Kvjat, die na een jaar afwezigheid terugkeert bij het team en zijn vierde seizoen bij het team rijdt. Na de zomerstop, voorafgaand aan de Grand Prix van België, stapte Albon over naar het hoofdteam Red Bull Racing. Zijn plaats werd ingenomen door Pierre Gasly, die juist bij Red Bull moest vertrekken.

## Resultaten
| Kleur  | Resultaat                              |
| ------ | -------------------------------------- |
| Goud   | Winnaar                                |
| Zilver | Tweede plaats                          |
| Brons  | Derde plaats                           |
| Groen  | Gefinisht (punten behaald)             |
| Blauw  | Gefinisht (geen punten behaald)        |
| Blauw  | Niet geklasseerd (NC)                  |
| Paars  | Uitgevallen (DNF)                      |
| Rood   | Niet gekwalificeerd (DNQ)              |
| Zwart  | Gediskwalificeerd (DSQ)                |
| Wit    | Niet gestart (DNS)                     |
| Blanco | Gewond (INJ)                           |
| Blanco | Uitgesloten (EX)                       |
| Blanco | Teruggetrokken (WD) / Niet deelgenomen |
| P      | Poleposition                           |
| S      | Snelste ronde                          |

| Jaar | Chassis          | Motor        | Banden | Coureurs        | 1   | 2   | 3   | 4   | 5   | 6   | 7   | 8   | 9   | 10  | 11  | 12  | 13  | 14  | 15  | 16  | 17  | 18  | 19  | 20  | 21  | Punten | WK-plaats |
| ---- | ---------------- | ------------ | ------ | --------------- | --- | --- | --- | --- | --- | --- | --- | --- | --- | --- | --- | --- | --- | --- | --- | --- | --- | --- | --- | --- | --- | ------ | --------- |
| 2019 | Toro Rosso STR14 | Honda RA619H | P      |                 | AUS | BHR | CHN | AZE | SPA | MON | CAN | FRA | OOS | GBR | DUI | HON | BEL | ITA | SIN | RUS | JPN | MEX | VST | BRA | ABU | 85     | 6         |
| 2019 | Toro Rosso STR14 | Honda RA619H | P      | Alexander Albon | 14  | 9   | 10  | 11  | 11  | 8   | DNF | 15  | 15  | 12  | 6   | 10  |     |     |     |     |     |     |     |     |     | 85     | 6         |
| 2019 | Toro Rosso STR14 | Honda RA619H | P      | Pierre Gasly    |     |     |     |     |     |     |     |     |     |     |     |     | 9   | 11  | 8   | 14  | 7   | 9   | 16† | 2   | 18  | 85     | 6         |
| 2019 | Toro Rosso STR14 | Honda RA619H | P      | Daniil Kvjat    | 10  | 12  | DNF | DNF | 9   | 7   | 10  | 14  | 17  | 9   | 3   | 15  | 7   | DNF | 15  | 12  | 10  | 11  | 12  | 10  | 9   | 85     | 6         |
| Jaar | Chassis          | Motor        | Banden | Coureurs        | 1   | 2   | 3   | 4   | 5   | 6   | 7   | 8   | 9   | 10  | 11  | 12  | 13  | 14  | 15  | 16  | 17  | 18  | 19  | 20  | 21  | Punten | WK-plaats |

† Uitgevallen maar wel geklassificeerd omdat hij meer dan 90% van de raceafstand heeft voltooid.
Alfa Romeo C38 ·
Ferrari SF90 ·
Haas VF-19 ·
McLaren MCL34 ·
Mercedes AMG F1 W10 EQ Power+ ·
Racing Point RP19 ·
Red Bull RB15 ·
Renault R.S.19 ·
Toro Rosso STR14 ·
Williams FW42